# Championnat d'Europe de patinage artistique 1924
Navigation
Édition précédente Édition suivante
Le championnat d'Europe de patinage artistique 1924 a lieu à la patinoire extérieure de Davos en Suisse.

## Podium
| Épreuves                      | Or            | Argent       | Bronze            |
| ----------------------------- | ------------- | ------------ | ----------------- |
| Messieurs résultats détaillés | Fritz Kachler | Ludwig Wrede | Werner Rittberger |

## Tableau des médailles
| Rang  | Nation    | Or | Argent | Bronze | Total |
| ----- | --------- | -- | ------ | ------ | ----- |
| 1     | Autriche  | 1  | 1      | 0      | 2     |
| 2     | Allemagne | 0  | 0      | 1      | 1     |
| Total | Total     | 1  | 1      | 1      | 3     |

## Détails de la compétition Messieurs
| Rang | Nom               | Nation      | Places | Points | Fig. impo. | Prog. libre |
| ---- | ----------------- | ----------- | ------ | ------ | ---------- | ----------- |
| 1    | Fritz Kachler     | Autriche    |        |        |            |             |
| 2    | Ludwig Wrede      | Autriche    |        |        |            |             |
| 3    | Werner Rittberger | Allemagne   |        |        |            |             |
| 4    | Otto Preißecker   | Autriche    |        |        |            |             |
| 5    | John Page         | Royaume-Uni |        |        |            |             |
| 6    | Paul Franke       | Allemagne   |        |        |            |             |
| 7    | Georges Gautschi  | Suisse      |        |        |            |             |
| 8    | Artur Vieregg     | Allemagne   |        |        |            |             |
| 9    | Fritz Schober     | Allemagne   |        |        |            |             |